# NGC-4410-Gruppe
| NGC-4410-Gruppe | NGC-4410-Gruppe                             |
| --- | ------------------------------------------- |
| Aufnahme des Galaxienpaars NGC 4410A/B und weiterer verbundener Galaxien                                                      |                                             |
| Aufnahme des Galaxienpaars NGC 4410A/B (Bildmitte), links davon NGC 4410C bzw. IC 790, weiter links NGC 4410D bzw. PGC 40736. |                                             |
| Beobachtungsdaten Äquinoktium: J2000.0, Epoche: J2000.0                                                                       |                                             |
| Sternbild | Virgo                                       |
| Rektaszension | 12h 26,5m                                   |
| Deklination | +9° 01′ 0″                                  |
| Physikalische Daten |                                             |
| Rotverschiebung | ca. 0,024                                   |
| Radialgeschwindigkeit | ca. 7400 km/s                               |
| Entfernung | ca. 300 Mio. Lichtjahre ca. 100 Mio. Parsec |

Die NGC-4410-Gruppe ist eine interagierende Galaxiengruppe im Sternbild Virgo auf der Ekliptik. Die Gruppe ist etwa 100 Mpc entfernt und ist in einigen Aspekten dem Stephans Quintett und dem HCG 16 ähnlich. Am westlichen Ende der länglichen, durch Gezeitenarme verbundenen Gruppe liegen NGC 4410A und NGC 4410B, ein wechselwirkendes Galaxienpaar, dessen Kerne durch rund 20 Bogensekunden getrennt sind und das auch als Mrk 1325 katalogisiert ist.
Am 1. Januar 1965 wurde von Chavira in NGC 4410B die Supernova SN 1965A entdeckt.
Das Galaxienpaar NGC 4410A/B wurde am 18. Januar 1828 vom britischen Astronomen John Herschel als Nebel entdeckt und fand später als NGC 4410 den Weg in den NGC.

## Mitglieder
| Bezeichnung | α J2000.0     | δ J2000.0   | Morphologischer Typ | mB     | Winkelausdehnung | Katalogbezeichnungen                                           | Katalogbezeichnungen                                           | Skylinks                    |
| ----------- | ------------- | ----------- | ------------------- | ------ | ---------------- | -------------------------------------------------------------- | -------------------------------------------------------------- | --------------------------- |
| NGC 4410A   | 12h 26m 28,2s | +9° 01′ 09″ | Sab pec?            | 13,8   | 1′,3 × 0′,8      | PGC 40694, VCC 904                                             | Mrk 1325, KPG 335, UGC 7535, CGCG 70-73, MCG +2-32-47          | Datenbanklinks zu 4410A     |
| NGC 4410B   | 12h 26m 29,6s | +9° 01′ 09″ | S0? pec             | 15,0   | 0′,5 × 0′,5      | PGC 40697, VCC 907                                             | Mrk 1325, KPG 335, UGC 7535, CGCG 70-73, MCG +2-32-47          | Datenbanklinks zu 4410B     |
| NGC 4410C   | 12h 26m 35,5s | +9° 02′ 07″ | S0?                 | 15,5   | 0′,8 × 0′,6      | IC 790, PGC 40713, CGCG 70-75, MCG +2-32-51, VCC 919           | IC 790, PGC 40713, CGCG 70-75, MCG +2-32-51, VCC 919           | Datenbanklinks zu NGC 4410C |
| NGC 4410D   | 12h 26m 44,3s | +9° 02′ 54″ | SBa(s)              | 14,8   | 0′,7 × 0′,6      | PGC 40736, CGCG 70-79, MCG +2-32-54, IRAS F12242+0919, VCC 934 | PGC 40736, CGCG 70-79, MCG +2-32-54, IRAS F12242+0919, VCC 934 | Datenbanklinks zu NGC 4410D |
| NGC 4410E   | 12h 26m 31,6s | +9° 07′ 23″ | S                   | 16,0   | 0′,6 × 0′,4      | PGC 94212                                                      | PGC 94212                                                      | Datenbanklinks zu NGC 4410E |
| NGC 4410F   | 12h 26m 40,9s | +9° 00′ 54″ |                     | ca. 16 | 0′,3 × 0′,3      | PGC 1358003                                                    | PGC 1358003                                                    | Datenbanklinks zu NGC 4410F |